# إيفان نيكيفسكي
إيفان نيكيفسكي (بالإنجليزية: Ivan Necevski)‏ (25 فبراير 1980 بسيدني في أستراليا - ) هو لاعب كرة قدم أسترالي في مركز حراسة المرمى. لعب مع سيدني إف سي ونادي سيدني يونايتد 58 ونيوكاسل يونايتد جتس وبانكستاون باريز ‏ ونادي بلاكتاون سيتي وBonnyrigg White Eagles FC ‏ وروكديل إليندين ‏ وNew Zealand Knights FC ‏.

## وصلات خارجية
- ايفان نيكيفسكي على موقع قاعدة بيانات كرة القدم.إي يو (الإنجليزية)
- ايفان نيكيفسكي على موقع Soccerway.com (الإنجليزية)